# 中国政法大学弑师案
中国政法大学弑师案，是指2008年10月28日晚发生在中國政法大學的一场由于师生恋而引发的血腥惨案。该校法學院教授程春明在该校昌平校区端升楼201教室内，被該校男學生付成励用菜刀當眾袭击身亡。此案引发巨大的社会轰动和深刻的道德反思。
2009年10月20日，北京市第一中级人民法院一审宣判，以故意杀人罪判处23岁的付成励死刑，缓期两年执行。

## 当事人
- 遇害人：程春明，曾經留學12年，拥有法國蒙彼利埃第一大學學院公法與政治學博士學位，被害前曾在学校教授西方法律思想史、法理學、比較法、法文等[1]。
- 加害人：付成励，1986年生，黑龙江省黑河市逊克县人，中国政法大学政治与公共管理学院2005级学生。

## 起因
2007年4月，付成励结识了中国政法大学女研究生陈某，交往了几个月后，2007年8月，付成励与初恋女友陈某正式确立了恋人关系。在后来二人去北戴河游玩期间，陈某把自己曾被中国政法大学教师程春明“潜规则”并发生过一年多性关系的事告诉付成励。知道这件事后，付成励的情绪受到沉重打击，遂对程春明动了杀机。